# 등대

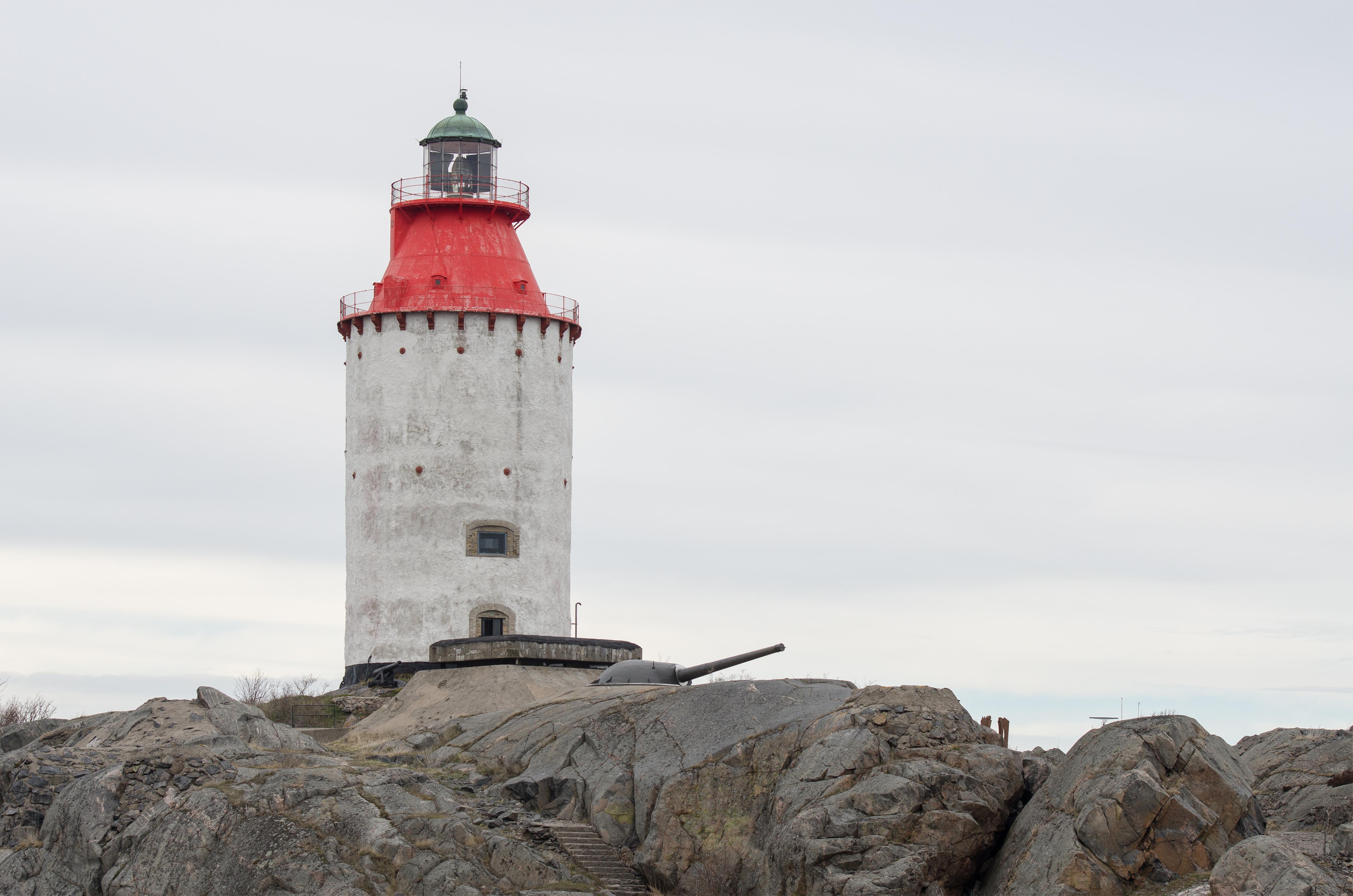
스웨덴의 등대. 등대 아래로 포대가 보인다.

등대(燈臺)는 불빛을 비추도록 만들어진 탑(塔) 또는 건축물을 말한다. 등대는 어두운 밤에 항해나 바다의 수로 안내를 돕는 역할을 하며, 주로 항구, 해변의 방파제, 외딴섬 등에 세워진다. 안개가 짙어서 시계가 불분명할시엔 등대에 설치된 공기압축기를 이용하거나, 레이다 비콘을 사용하기도 한다. 등대는 유인등대와 무인등대로 나뉘는데, 무인등대의 경우에는 전지를 사용하여 작동하며, 간혹 방사성동위원소 열전기 발전기를 동력으로 쓰는 경우도 있다.
등대는 위험한 해안선, 험난한 여울이나 암초, 항구의 안전한 입구 등을 표시하기 위해 사용되며, 항해 중인 선박뿐만 아니라 항공기의 운항에도 도움을 줄 수 있다. 한때 널리 사용되었지만, 운용되는 등대는 높은 유지비와 현대의 전자 항해 보조 기구의 등장으로 점차 사라지고 있다.

## 역사
세계 최초의 등대는 알렉산드리아 항구의 파로스 등대로 알려져 있다.

### 대한민국의 등대
대한제국 때인 1903년에 팔미도에 처음으로 세워졌다. 세워진 지 100년이 가까운 등대들은 국가등록문화재로 지정되기도 하였다. 국토해양부가 등대 생활 체험 기회를 제공하기 위해 시행 중인 등대체험 프로그램은 누구나 신청할 수 있다. 현재 여수 거문도 등대와 부산 가덕도 등대, 제주 산지 등대 등 3곳에서 운영하고 있다. 이곳에서는 등대에 펜션과 유사한 숙박 시설이 갖춰져 있다.

### 일본의 등대
일본의 등대는 북방 영토 분쟁 지역인 홋카이도 동부 지역에 자리잡은 네무로반도 일대를 중심으로 노삿푸곶에 설치된 등대인 노삿푸미사키 등대가 존재하고 있다.

### 대만의 등대
대만에 설치된 등대는 센카쿠·댜오위다오의 대만의 할양을 대비하기 위해 설치되어 있는 등대인 펑자 등대가 대표적이다.

## 같이 보기
- 국립등대박물관